# كينن آيفوري وايانس
كينن آيفوري وايانس (بالإنجليزية: Keenen Ivory Wayans)‏ هو ممثل ومخرج أمريكي مولود في 8 يونيو 1958 بمدينة نيويورك في الولايات المتحدة الأمريكية.

## وصلات خارجية
- كينن آيفوري وايانس على موقع IMDb (الإنجليزية)
- كينن آيفوري وايانس على موقع الموسوعة البريطانية (الإنجليزية)
- كينن آيفوري وايانس على موقع روتن توميتوز (الإنجليزية)
- كينن آيفوري وايانس على موقع ألو سيني (الفرنسية)
- كينن آيفوري وايانس على موقع أول موفي (الإنجليزية)
- كينن آيفوري وايانس على موقع بوكس أوفيس موجو (الإنجليزية)
- كينن آيفوري وايانس على موقع قاعدة بيانات الأفلام السويدية (السويدية)
- كينن آيفوري وايانس على موقع إن إن دي بي (الإنجليزية)
- كينن آيفوري وايانس على موقع قاعدة بيانات الفيلم (الإنجليزية)
- كينن آيفوري وايانس على موقع كينوبويسك (الروسية)